# Витовље (Нова Горица)
Витовље (словен. Vitovlje, итал. Vittuglia) је насељено место у општини Нова Горица, Горишка регија, Словенија.

## Историја
До територијалне реорганизације у Словенији било је у саставу старе општине Нова Горица.

## Становништво
У попису становништва из 2011. године, Витовље је имало 526 становника.
| Број становника према пописима | Број становника према пописима | Број становника према пописима |
| ------------------------------ | ------------------------------ | ------------------------------ |
| 1991                           | 2002                           | 2011                           |
| 469                            | 502                            | 526                            |

Напомена: Године 1952. повећано за насеље Високо које је укинуто. Године 2016. извршена је мања размена територија између насеља Витовље и Шемпас.